# Висока школа Комуниколошки колеџ „Капа Фи” (Бања Лука)
Висока школа Комуниколошки колеџ „Капа Фи” у Бањој Луци (енгл. The Banja Luka College of Communications Kappa Phi) била је самостална високошколска установа, која је дјеловала од 2000. до 2021. године.
Колеџ је основан 21. августа 2000. године под називом Комуниколошки факултет у Бањој Луци, као најстарија приватна високошколска установа у Републици Српској и Босни и Херцеговини.
У јуну 2007. године колеџ је поново лиценциран, добија почетну акредитацију у складу са тада донесеним Законом о високом образовању, и од тада наставља рад под називом Висока школа Комуниколошки колеџ у Бањој Луци „Капа Фи” (енгл. Banja Luka College of Communications Kappa Phi). Након успјешно обављеног акредитационог процеса, колеџ добија петогодишњу акредитацију у марту 2014. године.
На колеџу су се изводили лиценцирани студијски програми првог циклуса комуникологија, дизајн и енглески језик.
Колеџ је издавао међународни научни комуниколошки часопис Знакови и поруке.